# Testudinella unicornuta
Testudinella unicornuta är en hjuldjursart som beskrevs av Koste och Russell J.Shiel 1987. Testudinella unicornuta ingår i släktet Testudinella och familjen Testudinellidae. Inga underarter finns listade i Catalogue of Life.